# Grupo de Observadores Militares das Nações Unidas para Irã e Iraque
O Grupo de Observadores Militares das Nações Unidas para Irã e Iraque (também conhecido como UNIIMOG por sua sigla em inglês) foi uma missão internacional de manutenção de paz entre 1988 e 1991, para "verificar, confirmar e supervisionar o cessar-fogo e a retirada das forças" após a Guerra Irã-Iraque.
O UNIIMOG foi estabelecido formalmente com a aprovação da Resolução 619 do Conselho de Segurança das Nações Unidas em 9 de agosto de 1988. Anteriormente, na Resolução 598, de 20 de julho de 1987 (na qual se exigiu um cessar-fogo a ambas as partes), o Conselho de Segurança já havia solicitado ao secretário-geral o envio de um grupo de observadores para monitorar o cessar-fogo e a retirada das forças.
O UNIIMOG implantou 400 soldados, os quais foram apoiados por pessoal civil local e internacional das Nações Unidas. A missão, que durou de agosto de 1988 a fevereiro de 1991, teve apenas uma baixa mortal. Em 1991, após a retirada das forças iranianas e iraquianas das fronteiras internacionalmente reconhecidas, a missão militar multinacional foi finalizada, permanecendo em Bagdá e Teerã apenas escritórios civis para questões políticas ainda não resolvidas. Esses escritórios permaneceram até 1992.